# Mangaratiba
Mangaratiba é um município da Região Geográfica Imediata do Rio de Janeiro, contíguo à Região Metropolitana do Rio de Janeiro, no estado do Rio de Janeiro, no Brasil. Localiza-se a 85 quilômetros da capital do estado. Ocupa uma área de 353 408 km² e sua população, conforme censo do IBGE de 2022, era de 41 220 habitantes, sendo, então, o 44º mais populoso do estado.

## Topônimo
"Mangaratiba" é um termo originário da língua tupi antiga: significa "ajuntamento de mangarás", através da junção de mangará (mangará, termo de origem tupi que designa as plantas da família das aráceas) e tyba (ajuntamento).

## Geografia
Localiza-se a 22º57'35" de latitude sul, 44º02'26" de longitude oeste, na região da Costa Verde, a uma elevação de dezoito metros do nível do mar. Está a uma distância de 85 quilômetros da capital do estado. Limita-se a leste com o município de Itaguaí, ao norte faz divisa com Rio Claro e a oeste com o município de Angra dos Reis. Por fim, é banhado ao sul pela Baía de Sepetiba.

### Gerenciamento costeiro
Por estar inserido no bioma zona costeira, a gestão desse bioma no município de Mangaratiba é viabilizada pelo fato deste ente local possuir um plano municipal de gerenciamento costeiro, instituído por uma lei municipal aprovada pela Câmara de Vereadores (Lei complementar municipal nº 47/2018). Este plano possui duração quinquenal, ou seja, de cinco anos, findo o prazo deverá ser revisado ou caso hajam mudanças nos planos nacional ou estadual de gerenciamento costeiro.
O Plano Municipal de Gerenciamento Costeiro (PMGC) tem o objetivo prioritário de regulamentar a utilização no território municipal dos recursos existentes na Zona Costeira. Assim, o PMGC contribui com a garantia e elevação da qualidade da vida da população municipal e a proteção do seu patrimônio natural, histórico, étnico e cultural.

## Demografia
Em 2010, a população do município, segundo o mesmo instituto, era de 36 456 habitantes, o que o classificava na 44ª posição no nível estadual. De acordo com o censo de 2010, 17 962 habitantes eram homens e 18 494 eram mulheres. Ainda de acordo o mesmo censo, 32 120 habitantes viviam na zona urbana (88,11 por cento) e 4 336 na zona rural (11,89 por cento). A densidade demográfica, que é uma divisão entre a população e sua área, era de 103,25 habitantes por quilômetro quadrado.

### Religião e etnias
Dados do Censo 2000, realizado pelo Instituto Brasileiro de Geografia e Estatística, apontaram que o percentual de católicos em Mangaratiba era de aproximadamente 54,93 por cento. Os evangélicos compunham a pesquisa com aproximadamente 21,81 por cento de praticantes. Pessoas sem religião aparecem com 13 por cento. As demais crenças contabilizavam 10,26 por cento.

## Política e administração
O poder executivo do município de Mangaratiba é representado pelo prefeito e seu gabinete de secretários, seguindo o modelo proposto pela Constituição Federal. O primeiro prefeito municipal eleito foi Manoel Moreira da Silva, que esteve no cargo entre 1923 e 1927. Desde então, 26 prefeitos já governaram o município.
O poder legislativo é representado pela câmara municipal, composta por 13 vereadores eleitos para cargos de quatro anos (em observância ao disposto no artigo 29 da Constituição).
De acordo com o Tribunal Superior Eleitoral, Mangaratiba possuía, em dezembro de 2016, 34.988 eleitores. Esse número, por ser inferior a 200 000, faz com que não haja segundo turno no município.

### Atuais autoridades municipais
As atuais autoridades que ocupam cargos de chefia na organização político-administrativa de Mangaratiba são as seguintes (data: 27 de maio de 2024):
- Prefeito: Alan "Bombeiro" - PP (2021/-)[16]
- Vice-prefeito: Chicão da Ilha - Patriota (2021/-)[16]
- Presidente da Câmara: Renato José Pereira "Fifiu" - PSC (2023/-)[17]

## Subdivisões
O município de Mangaratiba está dividido administrativamente em seis distritos: Conceição de Jacareí, Itacuruçá, Muriqui, Serra do Piloto, Praia Grande e mais o distrito-sede de Mangaratiba.

## Economia
O Produto Interno Bruto de Mangaratiba é o menor de sua microrregião e o 44º do estado. De acordo com dados do Instituto Brasileiro de Geografia e Estatística, relativos a 2008, o produto interno bruto do município era de R$ 453 431 mil. O produto interno bruto per capita é de R$ 14 237,34, sendo R$ 63 564 mil de impostos sobre produtos líquidos de subsídios a preços correntes.
O setor terciário é o mais relevante da economia de Mangaratiba. De todo o PIB da cidade 745 406 mil reais é o valor adicionado bruto da prestação de serviços. O setor secundário vem em seguida. 42 839 mil reais do PIB municipal são do valor adicionado bruto da indústria. Por sua vez, a agropecuária rende 9 041 mil reais ao PIB mangaratibense. No município, destaca-se a produção de banana, cana-de-açúcar, feijão, mandioca e milho, além da criação de caprinos, galináceos, muares, ovinos e suínos. Segundo o Instituto Brasileiro de Geografia e Estatística, em 2010, o município possuía um rebanho de 5 310 bovinos, 151 equinos, 489 suínos, 96 caprinos, 8 asininos, 145 muares, 53 bubalinos, 96 ovinos, 1 652 galinhas, galos, frangos e pintinhos. Ainda no mesmo ano, Itaguaí produziu 572 000 de litros de leite, 6 000 dúzias de ovos de galinha e 300 quilogramas de mel.
Atualmente, a economia de Mangaratiba está sustentada na construção civil, exportação de minérios e nas atividades ligadas ao turismo.

## Infraestrutura

### Educação
O município de Mangaratiba possuía, em 2009, aproximadamente 9 191 matrículas e 35 escolas nas redes públicas e particulares entre os ensinos pré-escolar, fundamental e médio.
Segundo dados do Instituto Nacional de Estudos e Pesquisas Educacionais Anísio Teixeira e do Ministério da Educação, o índice de analfabetismo no ano de 2000 era maior entre pessoas acima de 25 anos de idade (10,0 por cento), enquanto a faixa etária entre dez e catorze anos possuía a menor taxa (1,4 por cento). A taxa bruta de frequência à escola passou de 64,2% em 1991 para 83,4% em 2000. 764 habitantes possuíam menos de 1 ano de estudo ou não contava com instrução alguma.

### Saúde
De acordo com o Instituto Brasileiro de Geografia e Estatística, Mangaratiba possuía, em 2009, 16 estabelecimentos de saúde, todos da rede pública.

### Serviços e Comunicações
O código de área de Mangaratiba é o 21 e somente algumas áreas do município contam com internet banda larga ADSL: Centro, Muriqui e Itacuruçá. Existe, também, uma prestadora de internet via rádio, porém com abrangência limitada devido ao relevo acidentado de Mangaratiba.

### Transporte
A frota municipal, no ano de 2010, era de 7 978 veículos, sendo 5 258 automóveis, 107 caminhões, 514 caminhonetes, 274 camionetas, 84 micro-ônibus, 1 115 motocicletas, 373 motonetas e 129 ônibus. Outros tipos de veículos incluíam 69 unidades.
O município de Mangaratiba tem seu transporte e ligações feitas pela rodovia BR-101, sendo os ônibus intermunicipais do Rio de Janeiro, Itaguaí, Duque de Caxias e Volta Redonda a principal ligação com Mangaratiba, junto com o transporte alternativo entre o município e Itaguaí.  
As travessias marítimas entre Mangaratiba e as ilhas da região são operadas por serviços de barcos, traineiras e escunas, regularizados pela prefeitura do município. Apesar de possuírem um caráter turístico, realizam diariamente a ligação dos moradores das ilhas com o continente.
  

O transporte local de minérios em direção ao Terminal da Ilha Guaíba é feito pelo Ramal de Mangaratiba da Estrada de Ferro Central do Brasil, atualmente concedido à MRS Logística, favorecendo uma ligação do município com o estado de Minas Gerais, além de ser uma segunda ligação com Itaguaí e com o Rio de Janeiro. Encontra-se desativado para passageiros desde 1982, à medida em que foi priorizado o seu uso para cargas, deixando de existir o acesso original à sede do município.